# Tritordeum
El tritordeum, frecuentemente hispanizado como tritórdeo, es un cereal obtenido al cruzar trigo y cebada tras realizar un largo programa de selección para conseguir una constitución cromosómica estable al ser los parentales dos especies diferentes. Su nombre se formó a partir de los correspondientes a las dos especies parentales (Triticum y Hordeum respectivamente). El nombre científico genérico que reciben tales híbridos es ×Tritordeum Ascherson et Graebner.  Se han obtenido numerosos tritórdeos pero solo se cultiva el obtenido del cruzamiento entre la cebadilla silvestre sudamericana Hordeum chilense y el trigo duro Triticum turgidum. El tritórdeo cultivado se obtuvo en el Departamento de Genética de la Escuela Superior de Ingenieros Agrónomos (ETSIA, hoy ETSIAM) de la Universidad de Córdoba (UCO), España, en el año 1982.
Hasta entonces los muchos intentos realizados para combinar trigo y cebada no habían dado fruto, ni siquiera el primer cruzamiento de la cebadilla silvestre con el trigo harinero realizado en el Plant Breeding Institute Archivado el 4 de diciembre de 2018 en Wayback Machine. (Cambridge, Inglaterra) tuvo uso directo como cultivo. Hasta 1977, en el Departamento de Genética de la ETSIA y partiendo de híbridos chilense × trigo duro, no se consiguió romper la barrera de la esterilidad. En los años 1980, la cebadilla fue recolectada en Sudamérica en cinco expediciones. El programa de mejora de tritórdeo arrancó con aproximadamente 250 tritórdeos primarios, resultado de la combinación de más de 80 líneas de trigo duro y más de 100 líneas de Hordeum chilense. Parte de este equipo se integró en 1992 en el Instituto de Agricultura Sostenible (IAS) del Consejo Superior de Investigaciones Científicas (CSIC) de Córdoba tras su fundación y allí se siguió con el programa. Tras más de 30 años de mejora, consistente en una intensa labor tanto de citogenética como de campo, nació el primer cereal de nueva creación apto para el consumo humano: el tritórdeo; su nombre se le dio en sendas publicaciones si bien latinizándolo en Tritordeum. Su nombre botánico es ×Tritordeum martinii Pujadas.

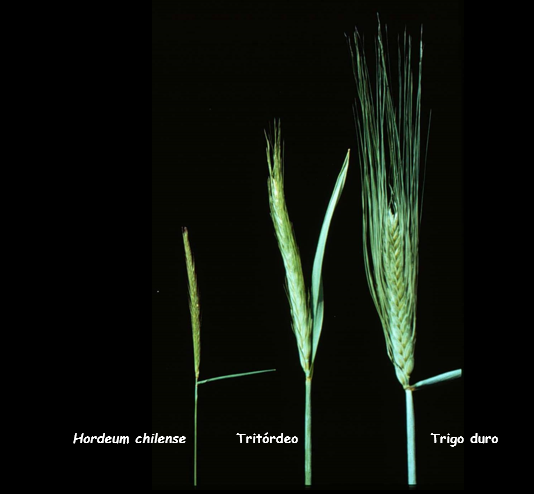
Espigas de cebadilla, tritórdeo y trigo

Las variedades cultivadas actualmente, licenciadas por el Consejo Superior de Investigaciones Científicas, son el producto del mencionado plan de mejora genética, en cuyo desarrollo se ha utilizado, además, el trigo harinero (Triticum aestivum), bien directamente, bien por medio de cruzamientos con líneas de tritórdeo del programa de Mejora.
El tritórdeo cultivado tiene el mismo número de cromosomas que el trigo harinero (42, asimismo distribuidos en tres genomios homeólogos); morfológica y funcionalmente es similar al trigo y presenta elevado contenido en pigmentos carotenoides que le dan al pan un atractivo color dorado. Fisiológicamente presenta características de la cebada, como tolerancia a la sequía y a las altas temperaturas.

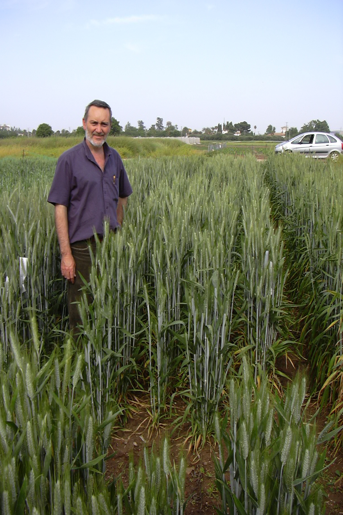
Campo de tritórdeo